# Emmerich Joseph de Dalberg
Pour les autres membres de la famille, voir Maison de Dalberg.
Emmerich Joseph de Dalberg (Emmerich Joseph Franz Heinrich Felix Dismas Kämmerer von Worms), 1er duc de Dalberg, né le 31 mai 1773 à Mayence, mort le 27 avril 1833 au château d'Herrnsheim (près de Worms), est un diplomate allemand, devenu une personnalité politique française.

## Biographie

### Issu d'une famille illustre
Issu de l'illustre maison de Dalberg, Emmerich Joseph, était le neveu de Charles-Théodore de Dalberg, qui fut archichancelier du Saint-Empire romain germanique, prince-primat de la confédération du Rhin et grand-duc de Francfort.

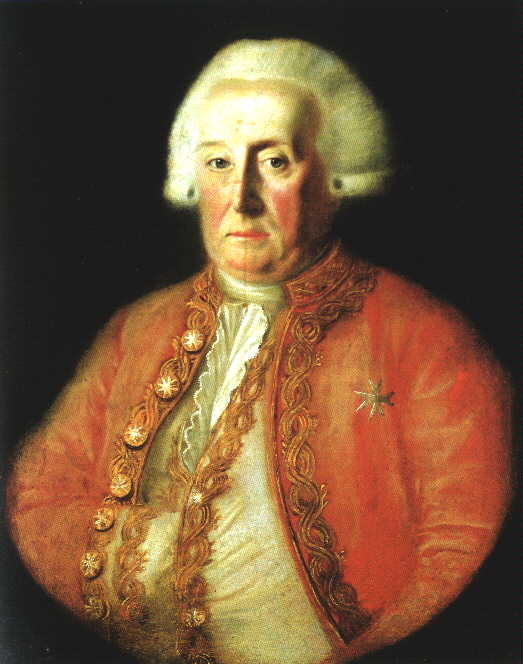
Wolfgang Heribert von Dalberg, père d'Emmerich Joseph.

Ses parents, Wolfgang Heribert von Dalberg, et Maria Elisabeth Augusta, baronne d'Ullner von Diepurg, étaient tous deux les derniers descendants de cette branche des Dalberg qui possédait en fief immédiat du Saint-Empire la seigneurie d'Herrnsheim avec ses dépendances d'Abenheim, Heßloch et Gabsheim. Si ses revenus et sa puissance étaient peu considérables, l'illustration du nom de la maison de Dalberg était telle que les barons de Dalberg eussent cru déroger en acceptant un titre de comte.
La situation de la seigneurie d'Herrnsheim, dans le voisinage de l'électorat de Mayence, lui donnait un moyen d'influence dans son chapitre. Aussi depuis de longues années avait-il été habituel dans cette famille de conserver plusieurs de ses membres dans les dignités du chapitre. Au moment de la naissance d'Emmerick Dalberg, son oncle Charles-Théodore remplissait les fonctions de vicaire général de l'archevêché de Mayence, de statthalter d'Erfurt, et plusieurs autres de ses parents faisaient partie de son chapitre noble.

### De formation universitaire
Destiné par sa famille à l'état ecclésiastique, Emmerich Joseph reçut lui-même, dès l'âge de sept ans, une prébende sous le titre de chanoine domicellaire, sorte de bénéfices réservés aux grandes familles, et auxquels renonçaient plus tard ceux qui, à l'âge canonique, ne voulaient pas embrasser l'état ecclésiastique. Le jeune bénéficiaire comprit de bonne heure son peu de vocation pour cet état, et il résilia sa prébende en 1787.
Avant de « faire son université », il se prépara à de sérieuses études, en passant les années 1790 et 1791, avec son gouverneur Ockart, dans la ville de Zurich, renommée alors par le bon choix des professeurs et par la culture de la langue française. Dans l'été 1791, il entreprit, avec le jeune Escher de Berg, la visite obligée des montagnes des Alpes. Sur le col de Balme, près de Martigny, un accident terrible interrompit son excursion. Escher tomba dans un précipice, et ce ne fut qu'après plusieurs jours de recherches qu'on parvint à retrouver ses restes inanimés. Dalberg rentra auprès de sa famille qui résidait à Mannheim, et, sur la fin de l'automne de cette même année, il se rendit à Erfurt pour se former aux travaux, administratifs sous le patronage de son oncle le coadjuteur. Là, il suivit les leçons de Lessing et de Buschenmayer, et travailla aux affaires dans le cabinet particulier du coadjuteur.
À la rentrée d'automne, ses parents le décidèrent à compléter son éducation par les travaux universitaires, et il se rendit, vers la fin de 1792, à l'université de Göttingen pour y suivre les cours de droit civil et de droit public sous les célèbres Pütter et Georg Friedrich von Martens.
Mais les agitations qui commençaient à ébranler l'Europe se faisaient ressentir jusque dans l'enceinte des universités. Au milieu de cette activité de toutes les imaginations, un esprit aussi impatient que celui de Dalberg ne se prêtait qu'avec peine à la calme régularité des études classiques. Ainsi que tous les jeunes gens, il prit son désir du moment pour une vocation arrêtée, et sollicita de ses parents la permission d'entrer au service militaire, qui ne convenait ni à ses goûts, ni à sa faible complexion. Une réponse pleine de sagesse de son oncle dissipa cette ivresse temporaire : ces sages observations produisirent leur effet, et Dalberg continua ses études à Göttingen pendant les années 1793 et 1794.
On voit, dans la correspondance qu'il eut dans ces deux années avec son ancien précepteur Ockart, que le jeune homme avait entrepris une histoire de la famille Dalberg, et avait acquis sur l'histoire moderne des notions précises et claires.

### Le diplomate
À la clôture de ses cours universitaires, il vint passer une année à Mannheim au sein de sa famille. Les événements de la guerre l'obligèrent bientôt à en sortir : les armées françaises y entrèrent le 20 septembre 1795, et ne l'évacuèrent qu'au 21 novembre après un bombardement.
Le baron Dalberg se rendit à Ratisbonne où siégeait la diète germanique, afin d'y travailler dans la chancellerie impériale. Il fut attaché aux bureaux du baron Johann Aloys Josef von Hügel, ministre de l'empereur François II, et ne quitta celle ville que lorsque l'approche de l'armée française, commandée par Jean-Baptiste Jourdan, força la diète et la chancellerie impériale à l'évacuer.
Interrompu ainsi, après neuf mois, dans des travaux qui lui avaient mérité l'approbation du baron de Hügel, Dalberg consacra le reste de cette année à visiter quelques parents à Wurtzbourg, à Gaisbach (de), à Diesentheil, à Carlsbad ou à Prague, et il passa l'hiver à Vienne.
Thugut venait d'être nommé premier ministre, et il avait, pour conseiller et pour ami, l'ancien secrétaire de Mirabeau, Pellenc, avec lequel Dalberg s'était lié. Impatient d'activité et voulant sortir de la foule des spectateurs impassibles, Dalberg pria Pellenc de transmettre à Thugut une note dans laquelle il manifestait son désir de se frayer une voie honorable au service de l'empire, en suivant une des légations impériales ou même en travaillant dans les bureaux du ministre. Thugut lui donna du travail dans ses bureaux, et c'est là qu'il put s'initier à la politique autrichienne. Mais un des articles des préliminaires de Léoben, en avril 1797, fut l'expulsion du ministre Thugut. Dalberg resta encore quelques mois à Vienne, et il allait accompagner au congrès de Rastadt le commissaire impérial, Lehrbach, un de ses oncles, lorsqu'une grave maladie le retint à Vienne. Son oncle le coadjuteur lui rendit les soins les plus empressés, et aussitôt sa convalescence il l'envoya à Mannheim, dans sa famille (son père l'appelait vivement près de lui).
Le 28 décembre 1797, le receveur français établi à Worms (département Mont-Tonnerre) avait fait mettre le séquestre sur leurs propriétés de famille de ce côté du Rhin, par application des lois contre les émigrés. Bien qu'en vertu de son emploi de président des appels de la cour Palatine, Dalberg résidait depuis vingt-quatre ans à Mannheim. Une première fois, en 1795, à l'époque de la capitulation de cette ville, le séquestre avait été levé aussitôt sa pose. Mais l'abandon de la rive gauche du Rhin à la France venait d'être consenti par l'Autriche et la Prusse (second congrès de Rastadt), et la députation de l'Empire le sanctionna le 1er mars 1798.
Le fait qu'il importait beaucoup aux intérêts de la famille Dalberg de ne pas se compromettre avec le gouvernement français sous la domination duquel ses terres étaient placées ; et l'attitude de Charles-Théodore de Dalberg, qui avait pris le parti de la France, fermèrent la carrière de la diplomatie autrichienne à Emmerich Joseph qui dès lors resta à Manheim près de ses parents, occupé à la culture d'une terre que son père lui remit entre les mains.
Au moment où éclata la deuxième Coalition contre la France, il voulut du moins prouver la part qu'il prenait aux affaires allemandes et écrivit des Considérations sur le projet d'une alliance entre l'Autriche et la Suisse. Il venait de publier la même année à Hambourg une brochure en faveur du droit d'asile dû aux émigrés français avec cette épigraphe : Res est sacra miser.
Ce fut seulement sur la fin de cette année (1799), qu'il entra définitivement dans la pratique des affaires publiques. À la mort de Charles Théodore de Bavière, le 16 février, le duc Maximilien des Deux-Ponts avait été mis en possession des électorats de Bavière et du Palatinat. Il chercha aussitôt à réparer le désordre introduit par son trop magnifique prédécesseur dans toutes les branches du gouvernement, et voulut à la fois réformer les finances, le clergé, la justice et l'administration. Un commissariat-général, le collège suprême d'administration à Mannheim (que présidait le baron de Dalberg, son père), fut formé, et Dalberg y entra le 16 mai en qualité de conseiller. Malgré les ménagements dus aux intérêts de sa famille dont la plupart des propriétés situées sur la rive gauche restèrent sous le séquestre jusqu'au 3 février 1802, Dalberg ne négligeait aucune occasion de manifester ses affections pour l'Allemagne, sa patrie.
Au mois de juin 1801, après la signature de la paix de Lunéville, voyant que cette paix n'était qu'un armistice et que le Saint-Empire ne tarderait pas à reprendre les armes, Dalberg adressait alors à l'archiduc Charles, un Mémoire sur la situation de la monarchie autrichienne qui renfermait le germe des idées dont quatorze ans plus tard les conseils des puissances alliées offrirent le développement. L'article VII de la paix de Lunéville, qui portait que les princes héréditaires dépossédés par la France seraient indemnisés par l'Empire, commençait à mettre en mouvement toutes les ambitions et toutes les rivalités. Une diète extraordinaire, composée de quatre électeurs, ceux de Mayence, de Bohême, de Saxe et de Brandebourg, de trois princes, ceux de Bavière, de Wurtemberg, de Hesse-Cassel, et de l'archiduc Charles, comme grand maître de l'ordre Teutonique, sous la direction du commissaire impérial au nom de l'Empereur, s'était constituée le 24 août 1802, pour la répartition des indemnités. La France et la Russie y furent les grandes dispensatrices des faveurs, et, grâce à leur appui commun, les souverains de Bade, Wurtemberg et Bavière reçurent une bonne part des pays sécularisés, des villes désaffranchies et des seigneuries médiatisées. Plusieurs mois déjà avant l'acte final de recès de l'Empire du 25 février 1808, le bruit des diverses mutations de territoire qui devaient s'opérer était connu des parties intéressées. On savait que le Palatinat du Rhin serait cédé par la Bavière au pays de Bade. La ville de Mannheim, qui craignait cette cession, chercha à réclamer. L'électorat palatin regrettait, après plusieurs siècles d'illustration, de passer par lambeaux dans des mains de souverains d'une importance historique bien inférieure à la sienne. Ce fut alors que la ville de Mannheim députa MM. de Dalberg, de Schmidt et Ruprecht à Munich auprès de l'électeur bavaro-palatin, pour le prier de conserver le Palatinat, ou si cela ne lui était pas possible, pour qu'il recommandait, particulièrement la ville de Mannheim au nouveau souverain. La Bavière recevait de trop amples dédommagements de la perte du Palatinat situé loin de son territoire, pour élever quelques difficultés à cet égard. Tout ce qu'obtint la députation fut un accueil amical de la part de l'électeur, qui donna en particulier à Dalberg de nombreux témoignages de son affection pour lui et sa famille, mais sans vouloir ni pouvoir rien changer aux dispositions prises relativement à Mannheim et au Palatinat.
Du service de Bavière, Dalberg passa ainsi avec cette partie de l'électorat palatin au service de Bade. Le margrave, devenu électeur, comprenait tout l'avantage qu'il y avait pour lui à ménager une famille s'illustre dans l'Empire, et dont l'éclat venait encore d'être rehaussé par l'élévation de Charles-Théodore de Dalberg à l'électorat de Mayence. Aussi, Emmerich Joseph de Dalberg montra-t-il le plus vif désir de faire tout ce qui pourrait lui être agréable, dès qu'il aurait obtenu de l'électeur de Bavière l'autorisation de passer au service de Bade. Cette autorisation qui n'était qu'une formalité fut accordée sans difficulté, et l'électeur de Bade étant venu à Mannheim annoncer à M. de Dalberg père qu'il le nommait grand maître et ministre d'État de la cour de Bade, en lui laissant la direction du musée de Mannheim, fondé par lui ; et à son fils, qu'il l'envoyait comme ministre plénipotentiaire de Bade à Paris. Leur parent, l'électeur, écrivit à tous deux pour les féliciter, et se chargea d'augmenter à ses frais le traitement et la pension de famille faite au jeune ministre.

### Ministre plénipotentiaire de Bade à Paris
Dalberg partit de Karlsruhe pour Paris le 29 mai 1803, et eut dès le 16 juin, du Premier Consul, son audience de présentation. À peine était-il arrivé que le gouvernement autrichien lui offrit un emploi à son service. Il connaissait trop l'Autriche pour ne pas voir qu'elle resterait l'ennemie de la France, et la situation de ses propriétés sur la rive française du Rhin lui faisait un devoir de ne pas les exposer à de nouveaux hasards : il refusa donc des propositions que son affection pour le gouvernement autrichien lui eussent rendues fort agréables. Plusieurs mémoires qu'il adressa à la cour de Bade dans cette même année prouvent toute sa sollicitude pour l'Allemagne, sa patrie. Il voyait la France tous les jours grandissante, et, redoutant pour son pays la prépondérance de cette domination, il crut qu'il fallait se préparer à l'attaquer par des efforts plus universels et mieux soutenus, avant qu'elle se fût plus fermement consolidée. C'est dans ce dessein qu'il écrivit un mémoire sur les moyens de former une coalition et de pacifier l'Europe par suite d'une guerre générale qui rétablirait les masses politiques. Cet écrit, fait à la demande du ministre d'Autriche et communiqué aux ministres des autres grandes puissances, servit en effet de base à la coalition de 1804 et 1805, et la plupart de ses conclusions, déjouées alors par les succès militaires français, sont celles qui furent reproduites en 1814.
À la suite de l'affaire du duc d'Enghien, le rôle du ministre de Bade à Paris était de saisir toute occasion de prouver que c'était à l'insu de l'électeur qu'avait été faite une arrestation que sa faiblesse seule l'empêchait de ressentir ; et Dalberg sut adroitement saisir l'opportunité d'un tel rôle.
Pendant toute la fin de 1804, il resta peu à Paris, et n'y revint l'année suivante que pour assister à la cérémonie du couronnement de Napoléon, à laquelle son oncle, le prince-primat, fut aussi présent. Il assista encore l'année suivante à la cérémonie du couronnement de l'Empereur, comme roi d'Italie, et ne fut de retour à Paris qu'en 1806.
La victoire d'Austerlitz venait de mettre l'Autriche et le Saint-Empire à la disposition du vainqueur. Il avait des alliés à récompenser et des ennemis à affaiblir. L'Allemagne semblait un vaste champ ouvert à toutes les ambitions. De nouveaux partages se préparaient, et tous les princes couraient pour prendre part aux dépouilles. L'Autriche comprit l'isolement dans lequel, après tant de guerres malheureuses, la jetait la formation de la confédération rhénane, et son souverain abdiqua le titre d'empereur romain germanique, après avoir été dépossédé du faible reste des réalités de l'Empire. Ce fut par le ministère d'un envoyé extraordinaire, M. de Reizeinstein, et non par l'intermédiaire de Dalberg, que se négocièrent la part prise par le pays de Bade à ces grands changements, la riche augmentation de territoire qui fut le prix de son alliance opportune et de son adhésion à la confédération rhénane. Toutefois, le ministre badois à Paris eut à négocier le mariage de la princesse Stéphanie de Beauharnais, nièce de l'Impératrice Joséphine et fille adoptive de l'Empereur avec le petit-fils du souverain de Bade, ce dernier étant élevé au titre de grand-duc.
À peine l'acte de la confédération rhénane était-il publié, que le royaume de Prusse et la Russie impériale formèrent la quatrième Coalition pour arrêter, s'il en était temps, l'agrandissement toujours croissant de la domination française. La défaite de la bataille d'Iéna ouvrit les portes de Berlin. Dalberg, nommé par le grand-duc de Bade commissaire au quartier général français, se rendit à Berlin, puis en Pologne (1807).

### Réorganisation du grand-duché de Bade
Après le traité de Tilsit il revint prendre ses fonctions de ministre de Bade à Paris.
Dalberg fréquentait alors le baron de Vitrolles, émigré. Homme d'argent, il fut très vite en contact avec Talleyrand et les deux affairistes eurent fréquemment partie liée : l'un et l'autre se retrouvent, mêlés à de nombreuses tractations. Comblé de bienfaits par Napoléon, Dalberg n'en était pas moins imprudent dans ses propos : l'Empereur, qui le sut, ne réagit point.
Talleyrand lui fit épouser, le 27 février 1808 à Paris, Marie Pellegrine Thérèse (1787 † 15 décembre 1825 - Herrnsheim), sœur d'Antonio Brignole Sale, qui fut nommée dame du palais de l'Impératrice.
Le vieux grand duc, qui avait su profiter habilement des circonstances pour donner à son pays plus d'importance relative, ne pouvait, dans son âge avancé, s'occuper avec la même efficacité de lui donner cette force qui naît d'une bonne administration. Des intrigues de cour étaient venues compliquer les obstacles. Dans cet embarras, il résolut d'appeler près de lui Dalberg qui était dans toute la force de l'âge et de l'expérience.
Celui-ci arriva au mois de juin 1808 à Karlsruhe, pour y diriger par intérim les finances et l'administration, conservant en même temps son poste de ministre à Paris. Il se livra au travail avec ténacité, et pendant un an, il ne quitta Carlsruhe que pour aller complimenter de la part de son souverain les deux empereurs réunis à Erfurt. Son administration, bien que courte, apporta de nombreuses améliorations dans le pays. Le Code Napoléon y fut adopté comme loi de l'État, après avoir subi quelques modifications, et ses effets ont été si salutaires qu'il survécut à la réaction de 1814, dans tous les pays où il avait été introduit. Dalberg forma une caisse d'amortissement, publia un règlement sur la dette publique et sur les dettes du souverain et des membres de sa famille, arrêta ainsi le mal dans sa racine et prépara au grand-duché un long avenir de prospérité financière.
Jusque-là, toutes ses mesures avaient été reçues avec l'assentiment général, mais une nouvelle ordonnance allait soulever contre lui toutes les vanités. Dès son retour à Carlsruhe, il avait été frappé de la ridicule prodigalité des titres de noblesse et de ces vaniteuses prétentions au rang jusque dans les plus petites cours et les plus petits emplois. Il résolut de compléter la constitution fondamentale, donnée le 4 juin au grand-duché, par une ordonnance qui abolissait tous les titres sans fonctions, et fixait le rang de chacun dans l'ordre politique suivant les emplois dont il était actuellement revêtu, sans que les titres ne conférassent aucun droit particulier aux femmes. Rien assurément d'aussi inattaquable que le principe de cette ordonnance, et rien pourtant ne souleva plus de tempêtes. Dalberg tint rigoureusement la main à son exécution, en dépit de toutes les oppositions.

### Duc de l’Empire
Dalberg quitta Carlsruhe au mois de mars 1809, et vint reprendre son poste à Paris, où se négociait tout ce qui avait quelque importance. Naturalisé français après le traité de Schönbrunn (1809), il fut chargé de négocier le mariage de Napoléon Ier avec Marie-Louise d'Autriche.
Napoléon, qui voulait faire du royaume de Bavière une avant-garde contre l'Autriche, en même temps qu'il faisait du royaume de Westphalie une avant-garde contre la Prusse, avait résolu d'accorder au roi Maximilien Ier l'agrandissement qu'il demandait sur Ratisbonne, dévolue depuis 1803 au prince-primat. Les chances de la guerre lui ayant encore une fois été favorables, il se fit céder la principauté de Ratisbonne par un traité du 16 février 1810 avec le prince-primat de l'Église catholique d'Allemagne, et le même jour, il fit cession de cette principauté à la Bavière, sous réserve de 400 000 francs de rente, pour en disposer comme bon lui semblerait en faveur des personnes qu'il désignerait.
Ces personnes étaient les membres de la famille du prince-primat auxquels il avait promis cet avantage dont il se réservait aussi de déterminer le mode et les conditions. L'exécution de ces bonnes intentions tarda peu, et, dès le 3 mars 1810, Napoléon conféra au baron de Dalberg, fils d'un frère du prince-primat, le titre de duc de l'Empire (lettres patentes du 14 avril 1810), et attacha à ce titre un capital de 200 000 francs de rente sur les domaines mis à sa disposition.
Son intention était que les hommes nés dans les pays devenus français par les traités s'habituassent à prendre du service en France et à ne plus se considérer comme Allemands. Il rendit même l'année suivante (1811) un décret par lequel les Français au service d'une puissance étrangère ne pourraient plus être accrédités comme ambassadeurs, ministres ou envoyés auprès de sa personne. Dès 1807, Napoléon avait fait connaître ses désirs à Dalberg, et, depuis un an déjà, il venait de l'appeler au conseil d'État (14 octobre 1810).
Dalberg refusa cependant de s'attacher à la personne du souverain par une dignité de cour, et préféra le travail du conseiller d'État à la clé de chambellan.
Napoléon lui donna bientôt l'occasion d'utiliser ses connaissances dans une « affaire allemande ». En 1811, il le nomma son commissaire pour traiter avec M. Von Bülow, commissaire du roi de Westphalie, de l'indemnité due a ce dernier pour les principautés de Calenberg et de Lunebourg, après la réunion des villes hanséatiques et des côtes de la mer du Nord à l'Empire français. La même année, il fut chargé de négocier un traité de commerce avec les États-Unis. Le ministre américain Barlow avait insisté pour que la réclamation des indemnités américaines marchât de front avec la négociation du traité de commerce, et les deux plénipotentiaires, d'accord sur les bases, étaient prêts à s'entendre sur la rédaction. Barlow avait proposé au gouvernement français d'opérer le remboursement des pertes causées aux États-Unis par une modification des tarifs sans que le trésor français n'eût aucune somme à avancer. Dalberg avait fini par adopter ce plan modifié, et l'avait soumis au conseil qui l'avait approuvé. Il ne restait plus que quelques difficultés à aplanir, lorsque l'envoyé américain mourut à Varsovie.

### Membre du gouvernement provisoire de 1814
Des événements plus graves se passaient. Les nations allemandes se soulevaient, et blessées dans leurs sentiments d'indépendance, elles accouraient attaquer la France. Dès le désastre de Leipzig (18 octobre 1813), qui avait ouvert la France aux armées coalisées, les hommes que leur position avait le mieux mis en position de connaître la pensée des souverains étrangers et de leurs ministres jugèrent qu'à la crise militaire allait succéder une crise politique. Les plus habiles n'avaient pas cru sérieusement aux négociations de Dresde, et ils ajoutèrent moins de foi encore aux vues d'accommodement qui servaient de prétexte aux conférences de Châtillon. Le changement de gouvernement leur paraissait imminent. M. de Talleyrand, habitué mieux qu'un autre à pressentir la chute des gouvernements, épiait avec une secrète inquiétude les divers symptômes du mal. Le duc de Dalberg devançait aussi de ses vœux cet avenir : toute la gloire militaire de l'empire n'avait pu effacer en lui ses idées de liberté politique puisées dans sa famille et dans son éducation. C'était à l'application de ses idées pour la France qu'il voulait faire tourner les circonstances nouvelles. Il se trouvait d'accord avec M. de Talleyrand, sur la nécessité de rompre les négociations de Châtillon, en montrant aux souverains coalisés et à leurs ministres tout ce qu'ils pourraient obtenir de garanties, s'ils savaient s'associer aux nouveaux intérêts de la France. Ils assuraient qu'elle ne demandait que repos et liberté, que de tels biens que s'obtiendraient pas en traitant avec Napoléon, enfin, que la Restauration de la famille royale de France pouvait seule les assurer. Mais ces paroles n'étaient pas faciles à transmettre.
Parmi les amis du duc de Dalberg était de Vitrolles : leur liaison datait de leur jeunesse et du séjour que celui-ci avait fait en Allemagne pendant la Révolution française. Ses opinions politiques l'associaient naturellement aux vœux formés à ce moment-là par M. de Talleyrand, et il confirma toutes les pensées qu'on avait de se mettre en rapport avec les cabinets alliés, en acceptant d'y porter lui-même l'expression de ces pensées et de ces sentiments. Le duc de Dalberg avait des relations intimes avec plusieurs personnes importantes dans les conseils des puissances, telles que les comtes de Nesselrode et Stadion, ministres plénipotentiaires de l'Autriche au congrès de Châtillon. Il donna au baron de Vitrolles tous les moyens de se faire recevoir et d'être écouté. M. de Vitrolles accepta, sans reculer devant les dangers qui pouvaient retomber sur lui pour avoir ouvert une pareille négociation. Les circonstances favorisèrent le négociateur, qui obtint la rupture du congrès de Châtillon, la déclaration formelle qu'on ne traiterait plus avec Napoléon. la reconnaissance des droits de la maison de Bourbon, et la remise du gouvernement des provinces françaises occupées au comte d'Artois, en sa qualité de lieutenant général du royaume. Enfin, dans une conférence avec l'empereur Alexandre Ier, le 17 mars, M. de Vitrolles chercha à prouver qu'il n'y avait d'avenir pour la France, de sûreté pour l'Europe et de salut pour les armées alliées, qu'en professant franchement et hautement une opinion favorable aux Bourbons, et en marchant en droite ligne sur Paris.
Ce dernier parti fut adopté le lendemain au quartier-général du prince de Schwarzenberg, où l'empereur de Russie s'était rendu pour le soutenir : et les alliés marchèrent en effet sur Paris, qui leur fut ouvert le 31 mars 1814. Avant d'y entrer, ils envoyèrent M. de Nesselrode à M. de Talleyrand. Une première conférence eut lien à onze heures du matin chez ce dernier. M. de Nesselrode assura qu'il était autorisé à déclarer que l'Empereur, son maître, voulait que la France se décidât elle-même et en toute liberté sur ce qu'elle voudrait faire, et qu'il se conformerait à tout ce qui serait indiqué. M. de Talleyrand fut d'avis qu'il fallait des institutions à l'anglaise, avec les Bourbons pour chefs : il se fondait sur des souvenirs et des affections qui ne pouvaient, pensait-il, manquer de se manifester. M. de Dalberg, appelé à ce conseil, fut tout à fait de cet avis ; seulement il manifesta le désir que les Français obtinssent encore plus de garanties par des institutions constitutionnelles. On convint que M. de Talleyrand ferait prononcer le Sénat conservateur et que l'empereur de Russie, pour donner plus d'autorité à son influence, descendrait dans son hôtel. M. de Nesselrode retourna à Bondy, rendit compte de ce qui avait été discuté, et il fut à peine sorti que M. de Talleyrand fit imprimer la fameuse déclaration par laquelle Alexandre annonça qu'il ne traiterait pas avec Napoléon.
Une seconde conférence eut lieu le même jour à trois heures. Les souverains alliés y assistèrent. MM. de Talleyrand et de Dalberg y avaient appelé l'abbé de Pradt, l'abbé Louis et quelques autres hommes à se prononcer en faveur des Bourbons. On avait cependant obtenu avec peine de l'empereur Alexandre la déclaration qu'il ne traiterait plus avec Napoléon. Et, bien que cette déclaration ne fût que la répétition du manifeste qui avait suivi la rupture des négociations de Châtillon, il fallut, d'un côté, l'assurance de l'adhésion du Sénat et de la municipalité, et de l'autre, l'espèce de soulèvement opéré sur le boulevard et dans quelques rues de Paris avec le drapeau blanc par quelques royalistes dévoués.
Un gouvernement provisoire fut alors désigné : M. de Dalberg en fit partie, et dès le 4 avril parut l'adresse du gouvernement provisoire aux Français en faveur des Bourbons, et un arrêté du même gouvernement qui prescrivit l'abolition de tous les signes et emblèmes de l'Empire.
Napoléon toutefois n'était pas complètement abattu. Depuis la rupture du congrès de Châtillon, il avait déployé une activité infatigable, et le 6 avril il était encore à Fontainebleau à la tête de 60 000 hommes, présentant la bataille aux ennemis obligés de la recevoir en dehors de Paris. Mais la convention du duc de Raguse avec le prince de Schwarzenberg détruisit toute chance de combat.
Cinq jours après, Napoléon abdiqua à Fontainebleau, et le lendemain 12 le comte d'Artois fit son entrée à Paris, comme lieutenant-général du royaume. Le gouvernement provisoire se démit du pouvoir entre ses mains. Louis XVIII, qui avait été reçu pour la première fois à Londres le 20 avril comme roi de France, se hâta d'arriver, et le 2 mai, veille de son entrée à Paris, parut la déclaration de Saint-Ouen, contre signée par le baron de Vitrolles, devenu secrétaire d'État. Le ministère ne fut constitué que 13. Le duc de Dalberg fut nommé ministre d'État, et prit séance au Conseil privé. Quoiqu'il ne fût pas un des commissaires chargés de rédiger la Charte de 1814, il contribua à faire adopter quelques-unes des garanties propres à la réconciliation des partis.

### Pair de France et ambassadeur à Turin

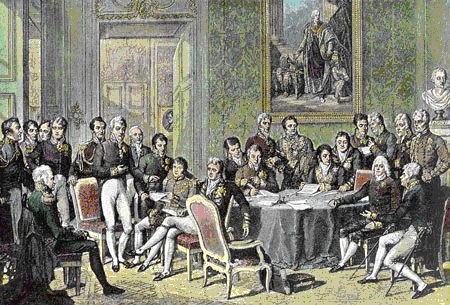
Le congrès de Vienne.

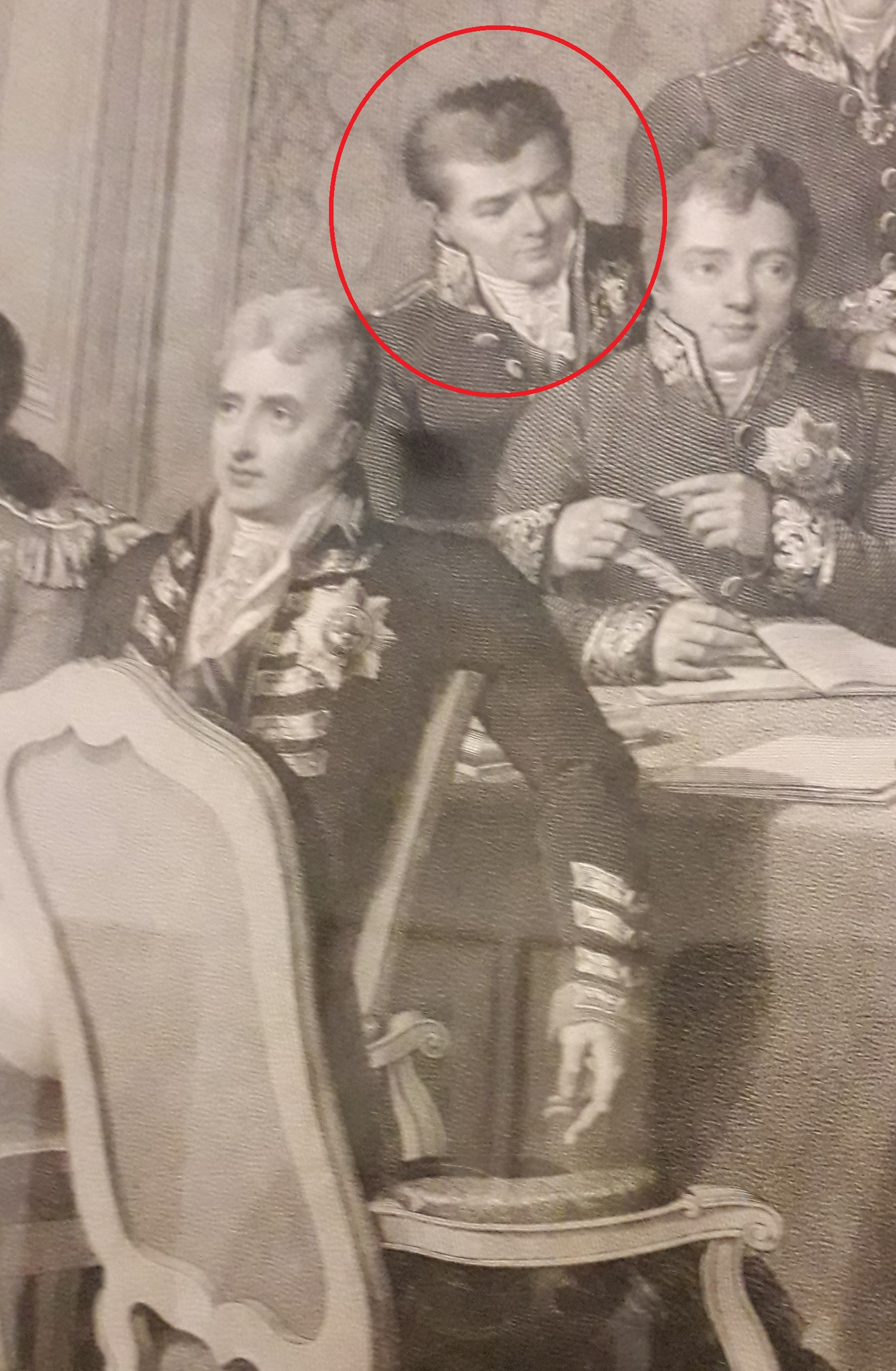
Portrait de Dalberg (détail)

Lorsque le congrès se réunit à Vienne, il fut l'un des quatre plénipotentiaires chargés d'y assister au nom de la France. Ces plénipotentiaires eurent deux correspondances avec Paris. L'une rédigée par M. de La Besnardière, adressée au roi par le prince de Talleyrand et fort anecdotique, l'autre rédigée par le duc Dalberg, mais signée par les quatre plénipotentiaires et adressée régulièrement au ministre des Affaires étrangères, pour le tenir au courant de l'ensemble des négociations.
Mais pendant qu'on délibérait au congrès, Napoléon débarquait à Cannes. Cette nouvelle fit à Vienne une vive sensation : toutes les alarmes de l'Autriche se réveillèrent, et la levée de boucliers de Joachim Murat vint y ajouter encore. La Prusse ne conçut pas moins d'inquiétudes, et ce fut encore une fois la crainte qui resserra les nœuds de la septième Coalition. On convint d'armer d'après les stipulations de Chaumont, et l'on signa la proclamation du 13 mars. Il fut arrêté entre les ministres réunis que les puissances ne consentiraient jamais à ce que Napoléon Bonaparte ou aucun des siens régnât sur la France.
Les rapports arrivés de Paris annonçaient tous que la résistance serait animée. Louis XVIII, au lieu de se réfugier en Angleterre, conformément à son premier avis, se laissa décider à prendre un asile en Belgique. Mais M. de Talleyrand déploya sans résultat toutes les ressources de son imagination pour que le corps diplomatique se réunisse à Gand. Aussitôt après l'acte final du 9 juin, les divers plénipotentiaires s'étaient séparés.
Dalberg était parti pour Munich, afin d'y régler avec le roi de Bavière l'affaire du majorat de 200 000 livres de rentes qui lui avait été conféré par l'empereur Napoléon, et qui avait été en 1814 retenu par le roi de Bavière. Dès que l'invasion fut décidée, il fut nommé, le 28 juin, dix jours après Waterloo, envoyé extraordinaire au quartier-général des trois souverains.
M. de Talleyrand rejoignit le roi à Mons, et dès que ce prince fut rentré dans Paris, un nouveau ministère fut organisé sous sa présidence. Le 17 août, Dalberg fut compris dans les quatre-vingt-treize pairs nommés par M. de Talleyrand, mais ne put prendre séance à la Chambre haute qu'après des lettres de naturalisation, qui furent sanctionnées par une loi du 28 décembre.
Ce fut pendant un congé qu'il reçut à Munich sa nomination à l'ambassade de Turin, où il se rendit au mois de mai 1816. Il fut cette même année créé grand-croix de la Légion d'honneur. Après de violentes agitations, le ministère Dessoles avait succédé au premier ministère Richelieu. Dalberg y comptait plusieurs amis qui partageaient ses vues. À la suite des insurrections d'Espagne, de Portugal et de Naples, prévoyant l'influence qu'allaient reprendre les Autrichiens en Italie, il avait proposé de placer la France à la tête d'une alliance de la famille des Bourbons, qui aurait pour but de consolider, par de communs efforts, le système constitutionnel modéré. Ces idées, qui auraient pu avoir quelque faveur auprès du cabinet dissous, ne furent pas accueillies de la même manière par le cabinet qui succéda, et la rentrée du duc de Richelieu aux affaires, après l'assassinat du duc de Berry, pouvait suffisamment indiquer à tous les hommes de la nuance d'opinion politique professée par Dalberg, que leurs services ne seraient pas plus longtemps acceptés. Il demanda un congé pour aller prendre les eaux de Recoaro, près de Padoue, et M. Pasquier, ministre des Affaires étrangères, lui expédia en réponse, le 6 juillet 1820, ses lettres de rappel.
Pendant les années qui suivirent, Dalberg ne prit aucune part à l'administration. Siégeant à la Chambre des pairs dans le parti constitutionnel modéré qui se réunissait en général chez le cardinal de Beausset, il vota contre les restrictions à la liberté de la presse et contre la loi sur le droit d'aînesse (mai 1826), et fut dès 1824 un des membres les plus zélés du comité philhellène de Paris.
À l'époque du sacre de Charles X (29 mai 1825), auquel il fut invité, on le nomma chevalier des ordres du roi.
Dans l'année 1828 la faillite du banquier Paravey compromit très gravement sa fortune, mais il sut arrêter, dans le principe, les conséquences fâcheuses de cette perte. Réformant à l'instant sa maison, il alla passer plusieurs années en Bavière et à Naples, et sut ainsi sortir honorablement de cette position difficile et conserver à sa fille une fortune, non plus assez brillante pour tenter des princes, mais au moins assez considérable encore, surtout en y joignant le majorat de soixante mille francs que la Bavière lui avait concédé pour passer sur la tête de sa fille, qui devait entrer, à sa mort, en partage du reste des propriétés non féodales.

### Fin de vie
Au moment de la révolution de Juillet 1830, il se trouvait en Italie, et ne fut de retour qu'un peu avant le procès des ministres de Charles X. S'étant rallié à Louis-Philippe Ier, sa santé, fort affaiblie depuis quelques années, ne lui permit pas de rentrer dans les affaires, et il refusa l'ambassade de Russie qui lui fut offerte.
Retiré dans ses terres sur les bords du Rhin, il s'occupait des améliorations qu'il avait introduites dans l'agriculture de cette belle vallée, lorsque la maladie redoubla ses attaques. Après plusieurs mois de souffrance, il y succomba le 27 avril 1833, dans son château d'Herrnsheim, et fut inhumé dans la chapelle de sa famille.
Il fut un fervent collectionneur de dessins anciens et se procura des dessins provenant des collections de Pierre-Jean Mariette et du marquis de Lagoy. En remboursement de dettes, il céda sa collection à Louis Ier de Hesse. Ce dernier la légua en 1821 à l'État de la Hesse, augmentée d'autres ajouts cette collection est toujours conservée à Darmstadt, musée régional de la Hesse, (Hessisches Landesmuseum).
Sa fille unique se maria au fils d'Acton, ministre napolitain, dont elle eut, un seul enfant, John Emerich Edward Dalberg-Acton.

## Vie familiale
Fils de Wolfgang Heribert von Dalberg (18 novembre 1750 - Mayence † 28 septembre 1806 - Herrnsheim), baron de Dalberg, et de Maria Elisabeth Augusta (née le 17 juin 1751), baronne d'Ullner von Diepurg, Emmerich Joseph de Dalberg épousa, le 27 février 1808 à Paris, Marie Pellegrine Thérèse Brignole Sale (1787 † 15 décembre 1825 - Herrnsheim), Dame du palais de l'Impératrice Marie-Louise (1810-1814). Ensemble, ils eurent :
- Marie Louise Pelline (6 janvier 1813 - Paris † 14 mars 1860 - Brighton[8] ), mariée, le 9 juillet 1832 à Paris, avec Ferdinand Dalberg-Acton (24 juillet 1801 † 31 janvier 1837 - Paris), 7e Baronet Acton d'Aldenham, fils de John Acton (6e baronnet), dont :
  - John Emerich Edward Dalberg-Acton (10 janvier 1834 † 19 juin 1902), 8e Baronet Acton d'Aldenham, 1er Baron Acton (1869), marié, le 1er août 1865 avec Maria comtesse von Arco auf Valley (11 février 1841 † 3 avril 1923), dont postérité :
    - Les Barons Acton.

### Lien de parenté entre lesfamilles Dalberg,von der Leyen, deTascher de La Pagerie, et d'Acton
|                                                                              |                                                                              |                                                                              |                                                                              |                                                                              |                                                                              |                                     |                                     |                                                 |                                                 |                                                 |                                                 | Franz Heinrich (1716 † 1776) Freiherr von Dalberg |                                                 |                            |                            |                            |                            |  |  |                                                                             |                                                                             |                                                                             |                                                                             |                                                                             |                                                                             |  |  |                                                 |                                                 |                                                 |                                                 |                                                 |                                                 |  |  |  |  |  |  |  |  |  |  |  |  |  |  |  |  |  |  |  |  |  |  |  |  |  |  |
|                                                                              |                                                                              |                                                                              |                                                                              |                                                                              |                                                                              |                                     |                                     |                                                 |                                                 |                                                 |                                                 |                                                   |                                                 |                            |                            |                            |                            |  |  |                                                                             |                                                                             |                                                                             |                                                                             |                                                                             |                                                                             |  |  |                                                 |                                                 |                                                 |                                                 |                                                 |                                                 |  |  |  |  |  |  |  |  |  |  |  |  |  |  |  |  |  |  |  |  |  |  |  |  |  |  |
|                                                                              |                                                                              |                                                                              |                                                                              |                                                                              |                                                                              |                                     |                                     |                                                 |                                                 |                                                 |                                                 |                                                   |                                                 |                            |                            |                            |                            |  |  |                                                                             |                                                                             |                                                                             |                                                                             |                                                                             |                                                                             |  |  |                                                 |                                                 |                                                 |                                                 |                                                 |                                                 |  |  |  |  |  |  |  |  |  |  |  |  |  |  |  |  |  |  |  |  |  |  |  |  |  |  |
| Charles-Théodore de Dalberg (1744 † 1817)                                    | Charles-Théodore de Dalberg (1744 † 1817)                                    | Charles-Théodore de Dalberg (1744 † 1817)                                    | Charles-Théodore de Dalberg (1744 † 1817)                                    | Charles-Théodore de Dalberg (1744 † 1817)                                    | Charles-Théodore de Dalberg (1744 † 1817)                                    |                                     |                                     | Marie-Anne-Sophie de Dalberg (1745 † 1804)      | Marie-Anne-Sophie de Dalberg (1745 † 1804)      | Marie-Anne-Sophie de Dalberg (1745 † 1804)      | Marie-Anne-Sophie de Dalberg (1745 † 1804)      | Marie-Anne-Sophie de Dalberg (1745 † 1804)        | Marie-Anne-Sophie de Dalberg (1745 † 1804)      |                            |                            |                            |                            |  |  | Wolfgang Heribert von Dalberg (1750 † 1806)                                 | Wolfgang Heribert von Dalberg (1750 † 1806)                                 | Wolfgang Heribert von Dalberg (1750 † 1806)                                 | Wolfgang Heribert von Dalberg (1750 † 1806)                                 | Wolfgang Heribert von Dalberg (1750 † 1806)                                 | Wolfgang Heribert von Dalberg (1750 † 1806)                                 |  |  | Johann Friedrich Hugo von Dalberg (1760 † 1812) | Johann Friedrich Hugo von Dalberg (1760 † 1812) | Johann Friedrich Hugo von Dalberg (1760 † 1812) | Johann Friedrich Hugo von Dalberg (1760 † 1812) | Johann Friedrich Hugo von Dalberg (1760 † 1812) | Johann Friedrich Hugo von Dalberg (1760 † 1812) |  |  |  |  |  |  |  |  |  |  |  |  |  |  |  |  |  |  |  |  |  |  |  |  |  |  |
| Charles-Théodore de Dalberg (1744 † 1817)                                    | Charles-Théodore de Dalberg (1744 † 1817)                                    | Charles-Théodore de Dalberg (1744 † 1817)                                    | Charles-Théodore de Dalberg (1744 † 1817)                                    | Charles-Théodore de Dalberg (1744 † 1817)                                    | Charles-Théodore de Dalberg (1744 † 1817)                                    |                                     |                                     | Marie-Anne-Sophie de Dalberg (1745 † 1804)      | Marie-Anne-Sophie de Dalberg (1745 † 1804)      | Marie-Anne-Sophie de Dalberg (1745 † 1804)      | Marie-Anne-Sophie de Dalberg (1745 † 1804)      | Marie-Anne-Sophie de Dalberg (1745 † 1804)        | Marie-Anne-Sophie de Dalberg (1745 † 1804)      |                            |                            |                            |                            |  |  | Wolfgang Heribert von Dalberg (1750 † 1806)                                 | Wolfgang Heribert von Dalberg (1750 † 1806)                                 | Wolfgang Heribert von Dalberg (1750 † 1806)                                 | Wolfgang Heribert von Dalberg (1750 † 1806)                                 | Wolfgang Heribert von Dalberg (1750 † 1806)                                 | Wolfgang Heribert von Dalberg (1750 † 1806)                                 |  |  | Johann Friedrich Hugo von Dalberg (1760 † 1812) | Johann Friedrich Hugo von Dalberg (1760 † 1812) | Johann Friedrich Hugo von Dalberg (1760 † 1812) | Johann Friedrich Hugo von Dalberg (1760 † 1812) | Johann Friedrich Hugo von Dalberg (1760 † 1812) | Johann Friedrich Hugo von Dalberg (1760 † 1812) |  |  |  |  |  |  |  |  |  |  |  |  |  |  |  |  |  |  |  |  |  |  |  |  |  |  |
|                                                                              |                                                                              |                                                                              |                                                                              |                                                                              |                                                                              |                                     |                                     |                                                 |                                                 |                                                 |                                                 |                                                   |                                                 |                            |                            |                            |                            |  |  |                                                                             |                                                                             |                                                                             |                                                                             |                                                                             |                                                                             |  |  |                                                 |                                                 |                                                 |                                                 |                                                 |                                                 |  |  |  |  |  |  |  |  |  |  |  |  |  |  |  |  |  |  |  |  |  |  |  |  |  |  |
|                                                                              |                                                                              |                                                                              |                                                                              | Philipp von der Leyen (1766 † 1829)                                          | Philipp von der Leyen (1766 † 1829)                                          | Philipp von der Leyen (1766 † 1829) | Philipp von der Leyen (1766 † 1829) | Philipp von der Leyen (1766 † 1829)             | Philipp von der Leyen (1766 † 1829)             |                                                 |                                                 | Maria Sophie (1769 † 1834)                        | Maria Sophie (1769 † 1834)                      | Maria Sophie (1769 † 1834) | Maria Sophie (1769 † 1834) | Maria Sophie (1769 † 1834) | Maria Sophie (1769 † 1834) |  |  | Emmerich Joseph de Dalberg (1773 † 1833)                                    | Emmerich Joseph de Dalberg (1773 † 1833)                                    | Emmerich Joseph de Dalberg (1773 † 1833)                                    | Emmerich Joseph de Dalberg (1773 † 1833)                                    | Emmerich Joseph de Dalberg (1773 † 1833)                                    | Emmerich Joseph de Dalberg (1773 † 1833)                                    |  |  |                                                 |                                                 |                                                 |                                                 |                                                 |                                                 |  |  |  |  |  |  |  |  |  |  |  |  |  |  |  |  |  |  |  |  |  |  |  |  |  |  |
|                                                                              |                                                                              |                                                                              |                                                                              | Philipp von der Leyen (1766 † 1829)                                          | Philipp von der Leyen (1766 † 1829)                                          | Philipp von der Leyen (1766 † 1829) | Philipp von der Leyen (1766 † 1829) | Philipp von der Leyen (1766 † 1829)             | Philipp von der Leyen (1766 † 1829)             |                                                 |                                                 | Maria Sophie (1769 † 1834)                        | Maria Sophie (1769 † 1834)                      | Maria Sophie (1769 † 1834) | Maria Sophie (1769 † 1834) | Maria Sophie (1769 † 1834) | Maria Sophie (1769 † 1834) |  |  | Emmerich Joseph de Dalberg (1773 † 1833)                                    | Emmerich Joseph de Dalberg (1773 † 1833)                                    | Emmerich Joseph de Dalberg (1773 † 1833)                                    | Emmerich Joseph de Dalberg (1773 † 1833)                                    | Emmerich Joseph de Dalberg (1773 † 1833)                                    | Emmerich Joseph de Dalberg (1773 † 1833)                                    |  |  |                                                 |                                                 |                                                 |                                                 |                                                 |                                                 |  |  |  |  |  |  |  |  |  |  |  |  |  |  |  |  |  |  |  |  |  |  |  |  |  |  |
|                                                                              |                                                                              |                                                                              |                                                                              |                                                                              |                                                                              |                                     |                                     |                                                 |                                                 |                                                 |                                                 |                                                   |                                                 |                            |                            |                            |                            |  |  |                                                                             |                                                                             |                                                                             |                                                                             |                                                                             |                                                                             |  |  |                                                 |                                                 |                                                 |                                                 |                                                 |                                                 |  |  |  |  |  |  |  |  |  |  |  |  |  |  |  |  |  |  |  |  |  |  |  |  |  |  |
| Amalie Theodora (1789 † 1870)                                                | Amalie Theodora (1789 † 1870)                                                | Amalie Theodora (1789 † 1870)                                                | Amalie Theodora (1789 † 1870)                                                | Amalie Theodora (1789 † 1870)                                                | Amalie Theodora (1789 † 1870)                                                |                                     |                                     | Erwein Ier (1798 † 1879) 2e Fürst von der Leyen | Erwein Ier (1798 † 1879) 2e Fürst von der Leyen | Erwein Ier (1798 † 1879) 2e Fürst von der Leyen | Erwein Ier (1798 † 1879) 2e Fürst von der Leyen | Erwein Ier (1798 † 1879) 2e Fürst von der Leyen   | Erwein Ier (1798 † 1879) 2e Fürst von der Leyen |                            |                            |                            |                            |  |  | Marie Louise Pelline (1813 † 1860)                                          | Marie Louise Pelline (1813 † 1860)                                          | Marie Louise Pelline (1813 † 1860)                                          | Marie Louise Pelline (1813 † 1860)                                          | Marie Louise Pelline (1813 † 1860)                                          | Marie Louise Pelline (1813 † 1860)                                          |  |  |                                                 |                                                 |                                                 |                                                 |                                                 |                                                 |  |  |  |  |  |  |  |  |  |  |  |  |  |  |  |  |  |  |  |  |  |  |  |  |  |  |
| Amalie Theodora (1789 † 1870)                                                | Amalie Theodora (1789 † 1870)                                                | Amalie Theodora (1789 † 1870)                                                | Amalie Theodora (1789 † 1870)                                                | Amalie Theodora (1789 † 1870)                                                | Amalie Theodora (1789 † 1870)                                                |                                     |                                     | Erwein Ier (1798 † 1879) 2e Fürst von der Leyen | Erwein Ier (1798 † 1879) 2e Fürst von der Leyen | Erwein Ier (1798 † 1879) 2e Fürst von der Leyen | Erwein Ier (1798 † 1879) 2e Fürst von der Leyen | Erwein Ier (1798 † 1879) 2e Fürst von der Leyen   | Erwein Ier (1798 † 1879) 2e Fürst von der Leyen |                            |                            |                            |                            |  |  | Marie Louise Pelline (1813 † 1860)                                          | Marie Louise Pelline (1813 † 1860)                                          | Marie Louise Pelline (1813 † 1860)                                          | Marie Louise Pelline (1813 † 1860)                                          | Marie Louise Pelline (1813 † 1860)                                          | Marie Louise Pelline (1813 † 1860)                                          |  |  |                                                 |                                                 |                                                 |                                                 |                                                 |                                                 |  |  |  |  |  |  |  |  |  |  |  |  |  |  |  |  |  |  |  |  |  |  |  |  |  |  |
| Charles Tascher de La Pagerie (1811 † 1869) 1er duc de Tascher de La Pagerie | Charles Tascher de La Pagerie (1811 † 1869) 1er duc de Tascher de La Pagerie | Charles Tascher de La Pagerie (1811 † 1869) 1er duc de Tascher de La Pagerie | Charles Tascher de La Pagerie (1811 † 1869) 1er duc de Tascher de La Pagerie | Charles Tascher de La Pagerie (1811 † 1869) 1er duc de Tascher de La Pagerie | Charles Tascher de La Pagerie (1811 † 1869) 1er duc de Tascher de La Pagerie |                                     |                                     | Princes de la Leyen                             | Princes de la Leyen                             | Princes de la Leyen                             | Princes de la Leyen                             | Princes de la Leyen                               | Princes de la Leyen                             |                            |                            |                            |                            |  |  | John Dalberg-Acton (1834 † 1902) 1er Baron Acton et 13e Marquis de Groppoli | John Dalberg-Acton (1834 † 1902) 1er Baron Acton et 13e Marquis de Groppoli | John Dalberg-Acton (1834 † 1902) 1er Baron Acton et 13e Marquis de Groppoli | John Dalberg-Acton (1834 † 1902) 1er Baron Acton et 13e Marquis de Groppoli | John Dalberg-Acton (1834 † 1902) 1er Baron Acton et 13e Marquis de Groppoli | John Dalberg-Acton (1834 † 1902) 1er Baron Acton et 13e Marquis de Groppoli |  |  |                                                 |                                                 |                                                 |                                                 |                                                 |                                                 |  |  |  |  |  |  |  |  |  |  |  |  |  |  |  |  |  |  |  |  |  |  |  |  |  |  |
| Charles Tascher de La Pagerie (1811 † 1869) 1er duc de Tascher de La Pagerie | Charles Tascher de La Pagerie (1811 † 1869) 1er duc de Tascher de La Pagerie | Charles Tascher de La Pagerie (1811 † 1869) 1er duc de Tascher de La Pagerie | Charles Tascher de La Pagerie (1811 † 1869) 1er duc de Tascher de La Pagerie | Charles Tascher de La Pagerie (1811 † 1869) 1er duc de Tascher de La Pagerie | Charles Tascher de La Pagerie (1811 † 1869) 1er duc de Tascher de La Pagerie |                                     |                                     | Princes de la Leyen                             | Princes de la Leyen                             | Princes de la Leyen                             | Princes de la Leyen                             | Princes de la Leyen                               | Princes de la Leyen                             |                            |                            |                            |                            |  |  | John Dalberg-Acton (1834 † 1902) 1er Baron Acton et 13e Marquis de Groppoli | John Dalberg-Acton (1834 † 1902) 1er Baron Acton et 13e Marquis de Groppoli | John Dalberg-Acton (1834 † 1902) 1er Baron Acton et 13e Marquis de Groppoli | John Dalberg-Acton (1834 † 1902) 1er Baron Acton et 13e Marquis de Groppoli | John Dalberg-Acton (1834 † 1902) 1er Baron Acton et 13e Marquis de Groppoli | John Dalberg-Acton (1834 † 1902) 1er Baron Acton et 13e Marquis de Groppoli |  |  |                                                 |                                                 |                                                 |                                                 |                                                 |                                                 |  |  |  |  |  |  |  |  |  |  |  |  |  |  |  |  |  |  |  |  |  |  |  |  |  |  |
| Ducs de Tascher de La Pagerie                                                | Ducs de Tascher de La Pagerie                                                | Ducs de Tascher de La Pagerie                                                | Ducs de Tascher de La Pagerie                                                | Ducs de Tascher de La Pagerie                                                | Ducs de Tascher de La Pagerie                                                |                                     |                                     |                                                 |                                                 |                                                 |                                                 |                                                   |                                                 |                            |                            |                            |                            |  |  | Barons Acton et Marquis de Groppoli                                         | Barons Acton et Marquis de Groppoli                                         | Barons Acton et Marquis de Groppoli                                         | Barons Acton et Marquis de Groppoli                                         | Barons Acton et Marquis de Groppoli                                         | Barons Acton et Marquis de Groppoli                                         |  |  |                                                 |                                                 |                                                 |                                                 |                                                 |                                                 |  |  |  |  |  |  |  |  |  |  |  |  |  |  |  |  |  |  |  |  |  |  |  |  |  |  |

## Fonctions
- Président des appels de la cour palatine ;
- Conseiller au collège suprême d'administration à Mannheim (16 mai 1799) ;
- Ministre plénipotentiaire de Bade à Paris (1803-1809) ;
- Commissaire badois au quartier général français (à Berlin (1806), puis en Pologne (1807)
- Conseiller d'État (en service ordinaire (14 octobre 1810), rattaché à l'office des relations extérieures) ;
- Membre du gouvernement provisoire de 1814
- Ministre d'État (13 mai 1814), membre du Conseil privé ;
- Plénipotentiaire français au congrès de Vienne (1815) ;
- Pair de France (17 août 1815, naturalisé le 22 novembre 1816, duc et pair le 31 août 1817, lettres patentes du 1er février 1817, se rallie à la monarchie de Juillet) ;
- Ambassadeur à Turin (mai 1816 - 6 juillet 1820).

## Titres
- Duc de Dalberg et de l'Empire (14 août 1810),

Le comte Louis Tascher de La Pagerie, était revenu en France en 1835, pour y suivre, contre la famille de Dalberg, un procès en restitution de titre de duc par dévolution de son cousin maternel, Emmerich-Josef, duc de Dalberg et de l'Empire, valable en vertu d'un décret impérial en date du 8 juillet 1810. Charles Tascher de La Pagerie (1811 † 1869) sera le premier à porter, par décret impérial du 2 mars 1859, le titre de duc héréditaire, sous la dénomination de duc de Tascher de La Pagerie.

## Décorations
- Ordre de la Fidélité de Bade :
  - Grand-croix ;
- Ordre national de la Légion d'honneur[10] :
  - Légionnaire (30 juin 1811), puis,
  - Grand-croix de la Légion d'honneur (22 juillet 1814) ;
- Ordre de la Réunion :
  - Grand-croix (1813) ;
- Ordres du roi (Saint-Esprit et Saint-Michel) :
  - Chevalier (30 mai 1825).

## Publications
- Remarques sur les émigrés et leurs droits à l'occasion de leur bannissement de nos provinces ;
- Documents historiques sur la mort du duc d'Enghien ;
- Plusieurs autres ouvrages du duc de Dalberg sont restés manuscrits :
  - Considérations sur le projet d'une alliance entre l'Autriche et la Suisse ;
  - Mémoire sur le Palatinat.

On lui attribue une part dans l'Histoire de la Restauration de Jean-Baptiste Capefigue.

## Armoiries
| Figure | Blasonnement |
|        | Armorial des ducs de l'Empire : Écartelé : I et IV, d'azur, à six pointes de flèches d'argent, rangées 3 et 3 sous un comble d'or ; II et III, d'or, à la croix ancrée de sable ; au chef des ducs de l'Empire brochant., |
|        | Armes de duc et pair : D'or à la croix ancrée de sable., |